# Центральна симетрія

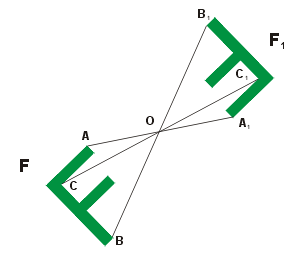

Центральною симетрією відносно точки {\displaystyle A} називають перетворення простору, яке переводить точку X у таку точку X′, що {\displaystyle A} — середина відрізка XX′. Центральну симетрію з центром у точці A зазвичай позначають через {\displaystyle Z_{A}}. Фігуру називають симетричною відносно точки A, якщо для кожної точки фігури точка, симетрична їй відносно точки A, також належить цій фігурі. Точку A називають центром симетрії фігури. Кажуть також, що фігура має центральну симетрію.
Інша назва цього перетворення — симетрія з центром A. Центральна симетрія в планіметрії є окремим випадком повороту, точніше, є поворотом на 180 градусів.

## Векторний запис
Нехай G — оператор центральної симетрії, точку A задано радіус-вектором {\displaystyle {\vec {r_{A}}}}, а перетворювана точка задається радіус-вектором {\displaystyle {\vec {x}}}. Тоді виконується така формула:
{\displaystyle G({\vec {x}})=2{\vec {r_{A}}}-{\vec {x}}}

## Пов'язані визначення
- Якщо фігура переходить у себе при симетрії відносно точки {\displaystyle A}, то {\displaystyle A} називають центром симетрії цієї фігури, а саму фігуру називають центрально-симетричною.

## Властивості

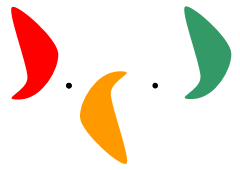
Композиція двох центральних симетрій

- Центральна симетрія є рухом (ізометрією).
- В n-вимірному просторі, якщо перетворення R є послідовним відбиттям відносно n взаємно перпендикулярних гіперплощин, то R — центральна симетрія відносно спільної точки цих гіперплощин. Як наслідок:
  - У парновимірних просторах центральна симетрія зберігає орієнтацію, а в непарновимірних — не зберігає.
- Центральну симетрію можна подати також як гомотетію з центром A і коефіцієнтом -1 ({\displaystyle H_{A}^{-1}}).
- Композиція двох центральних симетрій — паралельне перенесення на подвоєний вектор з першого центра в другій:
{\displaystyle Z_{A}\circ Z_{B}=T_{2{\vec {AB}}}}
- В одновимірному просторі (на прямій) центральна симетрія є дзеркальною симетрією.
- На площині (в 2-вимірному просторі) симетрія з центром A є поворотом на 180° із центром A ({\displaystyle R_{A}^{180}}). Центральна симетрія на площині, як і поворот, зберігає орієнтацію.
- Центральну симетрію в тривимірному просторі можна подати як композицію відбиття відносно площини, що проходить через центр симетрії, з поворотом на 180° відносно прямої, що проходить через центр симетрії і перпендикулярна до згаданої площини відбиття.
- У 4-вимірному просторі центральну симетрію можна подати як композицію двох поворотів на 180° відносно двох взаємно перпендикулярних площин (перпендикулярних у 4-вимірному сенсі, див. Перпендикулярність площин у 4-вимірному просторі), що проходять через центр симетрії.

## У кристалофізиці
Центр симетрії в кристалофізиці позначається {\displaystyle {\bar {1}}}.
Кристали з центрами інверсії характерні тим, що в них неможливе існування полярних прямих, тобто прямих із виділеним напрямком. Для цих кристалів усі тензори непарних рангів дорівнюють нулю. Наприклад, у кристалах з центром інверсії неможливе існування спонтанного дипольного моменту, тобто вони не можуть бути сегнетоелектриками.